# Stylidium floribundum
Stylidium floribundum är en tvåhjärtbladig växtart som beskrevs av Robert Brown. Stylidium floribundum ingår i släktet Stylidium och familjen Stylidiaceae. Inga underarter finns listade i Catalogue of Life.